# Найтън
Вижте пояснителната страница за други значения на Найтън.
На̀йтън (на английски: Knighton; на уелски: Tref-y-clawdd и Trefyclo, Тревъкла̀уд и Тревъкло̀) е град в централната част на Източен Уелс, графство Поуис. Разположен е на границата с Англия около река Тийм на около 15 km на запад от английския град Лъдлоу. Има жп гара. Населението му е 3901 жители според данни от преброяването през 2001 г.